# Momento flector

Viga simplemente apoyada, solicitada a flexión por una carga uniformemente distribuida.

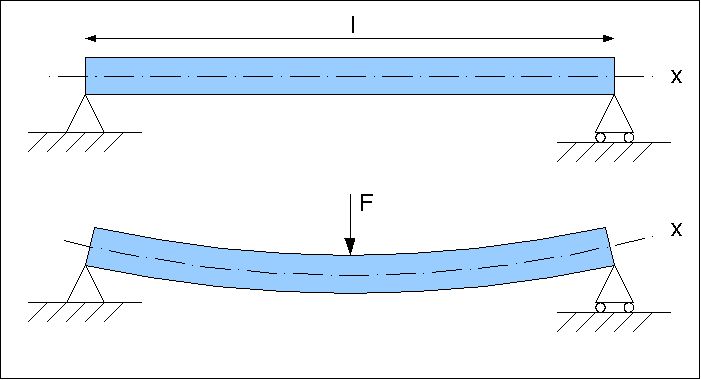
Flexión de una viga simplemente apoyada.

Se denomina momento flector (o también "flexor"), o momento de flexión, a un momento de fuerza resultante de una distribución de tensiones sobre una sección transversal de un prisma mecánico flexionado o una placa que es perpendicular al eje longitudinal a lo largo del que se produce la flexión.
Es una solicitación típica en vigas y pilares y también en losas ya que todos estos elementos suelen deformarse predominantemente por flexión. El momento flector puede aparecer cuando se someten estos elementos a la acción de un momento (torque) o también de fuerzas puntuales o distribuidas.
Los signos que determinan los momentos flectores en vigas como positivos o negativos dependen del efecto que dicho momento produce , cuando el efecto del momento produce tensiones en las fibras inferiores de la viga se habla de un momento positivo, mientras que si el momento produce tensiones en las fibras superiores de la viga se hablara que se produjo un momento negativo. 

## Diagrama de momento flector
Para elementos lineales perpendiculares tipo barra, el momento flector se define como una función a lo largo del eje neutro del elemento, donde "x" representa la longitud a lo largo de dicho eje. El momento flector así definido, dadas las condiciones de equilibrio, coincide con la resultante de fuerzas de todas las fuerzas situadas a uno de los dos lados de la sección en equilibrio en la que pretendemos calcular el momento flector. Debido a que un elemento puede estar sujeto a varias fuerzas, cargas distribuidas y momentos, el diagrama de momento flector varía a lo largo del mismo. Asimismo las cargas estarán completadas en secciones y divididas por tramos de secciones. En una pieza de plano medio, si se conoce el desplazamiento vertical del eje baricéntrico sobre dicho plano el momento flector puede calcularse a partir de la ecuación de la curva elástica:

{\displaystyle M_{f}(x)={\frac {d}{dx}}\left(EI_{f}{\frac {dy}{dx}}\right)}

Donde:
{\displaystyle y(x)\,} es el desplazamiento vertical o desplazamiento de la curva elástica.
{\displaystyle E\,} es el módulo de Young del material de la viga.
{\displaystyle I_{f}\,} es el segundo momento de área de la sección transversal de la viga.
Además el momento flector sobre una viga de plano medio viene relacionado con el esfuerzo cortante por la relación:

{\displaystyle {\frac {dM_{f}(x)}{dx}}=-V(x)}

### Método de las secciones
El primer método que se usa para la construcción de diagramas de momentos es el método de secciones, el cual consiste en realizar cortes imaginarios a lo largo de un elemento y aplicar las ecuaciones del equilibrio. Supóngase que se realiza un corte imaginario sobre una viga, como la pieza continúa en su lugar, se puede considerar que se encuentra empotrado a la otra parte de la viga, por lo que existen reacciones que impiden el desplazamiento. En el caso del momento, es posible realizar una suma de momentos en el punto en el que se realizó el "corte". Se debe contar cada fuerza, carga distribuida y momento hasta donde se realizó el corte. En el método de secciones es necesario realizar un corte por cada factor que cambie la distribución del diagrama de momentos.

### Método de los tramos
Otro método usado para la construcción de diagramas de momentos son las funciones discontinuas, que sirve para construir una función continua a tramos. En el caso de que un elemento estuviera sometido a varias fuerzas, cargas y momentos la cantidad de cortes que serían necesarios vuelve al procedimiento tedioso y repetitivo. Si se observa con cuidado, la ecuación de momento aumenta un término por cada corte que se realiza debido a la nueva fuerza, carga distribuida o momento que se agrega. El uso de las funciones discontinuas consiste en agregar funciones rampa que se "activen" cuando se llega a cierta posición (donde antes se colocaba el corte). Estas funciones se definen como sigue:

{\displaystyle \langle x-a\rangle ^{n}={\begin{cases}0,&{\mbox{si }}x<a\\(x-a)^{n},&{\mbox{si }}x\geq a\end{cases}}}

### Método de la integración directa
Otra posibilidad es usar fórmulas vectoriales directas, si se tienen fuerzas puntuales y reacciones verticales {\displaystyle P_{1},...,P_{n}\;} aplicadas en los puntos {\displaystyle x_{1}<...<x_{n}\;}, una carga distribuida continua {\displaystyle q(x)} y momentos puntuales {\displaystyle M_{1},...,M_{m}\;} aplicados en puntos {\displaystyle {\bar {x}}_{1}<...<{\bar {x}}_{m}\;}, el momento flector total puede calcularse directamente como:

{\displaystyle M_{f}(x)=\sum _{i=1}^{k\leq m}M_{i}+\sum _{j=1}^{l\leq n}(x-x_{i})P_{i}+\int _{0}^{x}ds\int _{0}^{s}q({\bar {s}})\ d{\bar {s}}}

Donde la suma sobre i se extiende hasta k dado por la condición {\displaystyle ({\bar {x}}_{k}\leq x)\ {\text{y}}\ ({\bar {x}}_{k+1}>x)} [análogamente para j y l]. La anterior función será continua si y solo si todos los momentos puntuales se anulan, y será diferenciable si solo existe carga continua q. Cuando las fuerzas puntuales no sean todas nulas la función será continua a tramos. Otra forma práctica de expresar la última ecuación es:

{\displaystyle M_{f}(x)=\sum _{i=1}^{k\leq m}M_{i}+\sum _{j=1}^{l\leq n}(x-x_{i})P_{i}+\int _{0}^{x}(x-s)q(s)\ ds}

que permite encontrar la función mediante una integral simple en lugar de doble. O en términos de la función escalón de Heaviside {\displaystyle u(\cdot )}:

{\displaystyle M_{f}(x)=\sum _{i=1}^{m}u(x-{\bar {x}}_{i})M_{i}+\sum _{j=1}^{n}u\left(x-x_{j}\right)\left(x-x_{j}\right)P_{j}+\int _{0}^{L}u\left(x-s\right)\left(x-s\right)q(s)\ ds}

### Regla de los cuatro momentos
Es la regla que relaciona los cuatro momentos de un tramo de viga. 
Sea {\displaystyle M_{i}} el momento isostático que para una viga sometida a carga uniformemente repartida, q, de luz, L es  {\displaystyle M_{i}=q*L^{2}/8}
Sea M' el momento flector en el extremo izquierdo
Sea M'' el momento flector en el extremo derecho
Sea M el momento máximo en el vano
La regla es la siguiente: {\displaystyle M_{i}=({\sqrt {(M+M')}}+{\sqrt {(M+M'')}})^{2}/4}

## Cálculo de tensiones en flexión
En un elemento constructivo prismático sometido a flexión se generan tensiones normales a la sección transversal, {\displaystyle \sigma }, de sentido opuesto en la zona comprimida y en la zona traccionada, que generan un momento resultante de las tensiones internas que iguala al momento exterior aplicado.

### Flexión simple no desviada
Cuando una pieza prismática está siendo flectada por un momento flector que coincide vectorialmente en dirección con uno de los ejes principales de inercia se dice que está sometido a flexión no desviada, si además no existe esfuerzo axial la flexión se dice simple, y si además la sección tiene un plano de simetría perpendicular al momento, situación que sucede típicamente en las estructuras convencionales, la tensión normal en cualquier punto se produce en una viga o un elemento flectado al aplicar un momento flector se puede aproximar por la fórmula de Navier:

{\displaystyle \sigma (x,y)=-{\frac {M_{f}(x)y}{I_{f}}}}

Donde Mf es el momento aplicado, y es la distancia desde el baricentro (centro de gravedad de la sección) a la fibra considerada, e If es el segundo momento de inercia de la sección con respecto al eje de flexión. Para mayor practicidad, suele utilizarse el momento resistente, calculado como:

{\displaystyle W_{c}={\frac {I_{f}}{y_{c}}}}

Donde {\displaystyle y_{c}} es la distancia máxima del baricentro al cordón superior o al cordón inferior, según se quiera calcular compresiones o tracciones máximas.
Para piezas simétricas respecto del baricentro, cargadas solo con fuerzas contenidas en el plano de simetría que pasa por el baricentro, el cálculo de la tensión máxima en valor absoluto se reduce al cálculo del cociente:

{\displaystyle \sigma _{\rm {max}}={\frac {M_{f}}{W_{\rm {min}}}}}

### Flexión desviada y flexo-torsión
Para piezas no simétricas o con flexión desviada, la situación es más complicada. En piezas no simétricas por ejemplo el centro de cortante usualmente no coincide con el centro de gravedad lo cual provoca acoplamiento entre flexión y torsión, lo cual significa que si existe flexión existirá simultáneamente torsión y viceversa, lo cual obliga a computar el momento torsor y las tensiones tangenciales para poder estimar la tensión máxima.
En el caso de piezas con flexión desviada, es decir, piezas con flexión según una dirección que no coincide con los ejes principales de inercia, la tensión puede estimarse descomponiendo el momento flector según los ejes principales de inercia. Si además el centro de cortante coincide con el centro de gravedad y el alabeo de la sección puede despreciarse, podemos estimar la tensión máxima como:

{\displaystyle \sigma _{\rm {max}}={\frac {N_{x}}{A}}+{\frac {M_{f1}}{W_{1}}}+{\frac {M_{f2}}{W_{2}}}}

Donde:
{\displaystyle A,W_{1},W_{2}\;}, son el área y los momentos resistentes de la sección.
{\displaystyle N_{x},M_{f1},M_{f2}\;}, son el esfuerzo axial y las componentes del momento flector proyectado sobre los dos ejes de inercia perpendiculares.
Cuando además existe torsión no siendo despreciable el alabeo, ni siendo los ejes de referencia necesariamente ejes principales la expresión de la tensión en cualquier punto genérico viene dada por:

{\displaystyle \sigma (x,y,z)={\frac {N_{x}(x)}{A}}+{\frac {zI_{z}-yI_{zy}}{I_{y}I_{z}-I_{yz}^{2}}}M_{y}(x)-{\frac {yI_{y}-zI_{yz}}{I_{y}I_{z}-I_{zy}^{2}}}M_{z}(x)+\omega {\frac {B_{\omega }(x)}{I_{\omega }}}}

Donde:
{\displaystyle I_{z},I_{y},I_{yz}\;}, son los momentos de área de la sección.
{\displaystyle I_{\omega }\;}, es el momento de alabeo.
{\displaystyle M_{y},M_{z},B_{\omega }\;}, son las componentes del momento flector sobre los ejes arbitrarios y el bimomento asociado a la torsión.